# Origini segrete
Origini segrete (Orígenes secretos) è un film del 2020 diretto da David Galán Galindo.

## Trama
A Madrid nel 2019, un personaggio psicotico usa fumetti e storie di origine di supereroi per uccidere le persone. Un uomo viene ucciso dopo essere stato nutrito con abbastanza integratori e steroidi per essere Hulk. A un altro viene strappato il cuore ed è coperto da una tuta metallica.
A tentare di fermare tutto questo è l'ispettore David, un uomo che pensa che i fumetti siano per adulti troppo cresciuti. Inizialmente, è assistito da Cosme, un poliziotto che trascorre i suoi ultimi giorni nella morza dopo essere stato costretto a consegnare le sue dimissioni. Il capo di David è il capo della omicidi (Norma), che adora il cosplay. Nelle sue parole, non legge fumetti, piuttosto guarda film e anime.
Al duo si unisce Jorge Elías, figlio di Cosme. È un fanatico dei fumetti e gestisce un negozio di fumetti in città. Quando Cosme si rende conto che il criminale demente commette omicidi sotto forma di creazione di storie sulle origini dei supereroi, sente che Jorge è più adatto a lavorare sul caso con David.
Le cose degenerano quando David si rende conto che i suoi genitori sono stati uccisi nello stesso modo in cui Martha e Thomas Wayne sono stati uccisi nei fumetti. Jorge, David e Norma si scontrano col killer segreto che li precede per tutto il tempo. Con il tempo che sta per scadere per il trio per trovare l'assassino, devono affrontare la pressione quando la notizia diventa pubblica. Bruguera, l'uomo della scientifica del dipartimento, alla fine si rivela essere l'assassino cosi il trio decide di fermarlo.

## Distribuzione
Il film doveva essere proiettato al Festival di Malaga 2020, ma i registi lo hanno ritirato dal programma quando le date del festival sono cambiate da marzo ad agosto. Il film è stato distribuito sulla piattaforma Netflix a partire dal 28 agosto 2020.